# 李伯芬
李伯芬（1926年2月20日-2012年4月22日—）。
 ，福建晋江人，中国大陆知名布袋戏操偶艺师，晋江“金永成”戏班（李家班）第四代传人，福建泉州木偶藝術教授，享國務院的特殊津貼，任中国木偶协会理事、中国戏剧家协会福建分会理事、晋江木偶剧团副团长。大陆布袋戏界内尊称“一代宗师”。其太祖日棉、曾祖克茶、祖绳煌、父荣宗，皆南派布袋艺术表演艺人。

## 外部連結
- 木偶大师——李伯芬[永久]

1. ↑  .   [2015-02-09]. （原始内容存档于2019-06-29）.